# Il paese delle due lune
Il paese delle due lune (Tigana) è un romanzo fantasy scritto da Guy Gavriel Kay e pubblicato per la prima volta nel 1990. Nel 1991 l'opera di G.G. Kay vince l'Aurora Award e ottiene una nomination per il World Fantasy Award.
Nel 2025, la casa editrice romana E/O annuncia la ripubblicazione del romanzo, con il titolo originale inglese, all'interno della sua collana Ne/oN.

## Trama
Il paese delle due lune è ambientato nell'immaginaria Penisola del Palmo, una terra suddivisa in nove province che si rifà alla storia e alla cultura dell'Italia, anche se le differenze e l'ambientazione in un contesto fantasy sono rese evidenti fin da subito con la presenza di due lune nel cielo. Sul sito autorizzato dello scrittore viene spiegato che fino alla metà del XIX secolo non esisteva la nazione italiana e la penisola era suddivisa in un buon numero di piccoli stati indipendenti. Per quanto queste nazioni avessero raggiunto un alto livello culturale e fossero ricche, le loro rivalità interne le rendevano vulnerabili ai poteri più grandi che si trovavano al nord, la Francia e l'Impero asburgico. Queste nazioni hanno ripetutamente invaso la penisola conquistando più volte i vari stati italiani mentre questi erano impegnati a combattere fra loro per il predominio nella regione. Nel XIX secolo piccoli gruppi di patrioti hanno fondato società segrete con lo scopo di liberare l'Italia dal dominio delle potenze straniere e unificare l'intero territorio in un solo stato che potesse porsi al pari degli altri. Le azioni di Alessan e dei suoi seguaci, la loro lotta per liberare la Penisola del Palmo dai domini di Barbadior e Ygrath, sono liberamente basate sugli eventi storici del periodo. Fra i vari rivoluzionari viene ricordato in particolare Giuseppe Garibaldi che, a capo di un esercito composto solo da un migliaio di soldati, è riuscito ad annettere il Regno delle Due Sicilie al nascente Regno d'Italia.
Due stregoni, l'ambizioso lord Alberico di Barbadior e Brandin, re di Ygrath, giungono nella Penisola da oltre l'oceano con l'intento di conquistarla, il primo per rafforzare la sua base di potere nella speranza di poter un giorno ascendere al trono imperiale, il secondo con il desiderio di donare un regno al figlio cadetto Stevan. Dopo aver conquistato tre delle nove province della penisola Brandin manda Stevan a conquistare la quarta, Tigana, mentre lui è impegnato ad affrontare Alberico. Stevan però viene ucciso dagli abitanti di Tigana in una battaglia combattuta lungo il fiume Deisa e Brandin, furioso per il dolore, si vendica sconfiggendo a sua volta l'esercito di Tigana in una seconda battaglia combattuta nello stesso luogo una settimana dopo la prima. Non solo Brandin e compie fra la popolazione un massacro senza precedenti vince ma distrugge la cultura del popolo sconfitto bruciandone i libri, distruggendone le statue e abbattendo gli edifici più importanti. In più lancia una maledizione sulla provincia stessa: solo chi è nato a Tigana prima della sua maledizione ne può ricordare il nome, o può sentirlo se viene pronunciato da qualcun altro, per tutti gli altri è come se quella provincia non fosse mai esistita. Il nome con cui sarà nota da quel momento è Bassa Corti, dal nome della provincia storicamente rivale di Tigana, Corti, mentre quello della capitale da Avalle diventerà Stevanien in onore del figlio di Brandin ucciso durante la guerra.
Questi gli avvenimenti del prologo, anche se alcune cose vengono svelate solo in seguito. Il romanzo è ambientato una ventina di anni più tardi ed è incentrato su un piccolo gruppo di abitanti di Tigana impegnati nella lotta per ridare la libertà e l'identità al loro paese.
Per l'anniversario del decimo anno di pubblicazione di Il paese delle due lune Kay ha scritto una postfazione in cui ha parlato del valore della memoria ricordando le molte volte in cui un popolo conquistatore ha cercato di imporre con forza il suo dominio anche attraverso i cambiamenti nei nomi dei luoghi.